# Christophorus 15
Christophorus 15 ist die Bezeichnung für den Standort eines Notarzthubschraubers des Christophorus Flugrettungsvereins unter dem Dach des Österreichischen Automobil-, Motorrad- und Touring Clubs. Der Notarzthubschrauber befindet sich innerhalb des sogenannten Klinikumdreiecks Amstetten, Waidhofen an der Ybbs und Scheibbs in der Ortschaft Ybbsitz auf einem eigenen Heliport in 2000 ft Höhe gelegen.
Der dritte niederösterreichische Notarzthubschrauber wurde im Jahr 2004 zur Ergänzung der damals noch dünnen notärztlichen Versorgung des südwestlichen Niederösterreichs installiert und konnte im Oktober 2005 einen hochmodernen Heliport am gleichen Standort beziehen, wo er bis heute beheimatet ist.
Die Einsatzbereitschaft des Hubschraubers beginnt täglich um 7 Uhr und endet mit der bürgerlichen Abenddämmerung. Der Christophorus 15 wird zu etwa zwei bis drei Einsätzen pro Tag gerufen, die Alarmierung erfolgt durch die Rettungsleitstelle Notruf Niederösterreich.
Die eingesetzte Maschine des Typs Airbus Helicopters H135 wird aus dem Flottenpool des Christophorus Flugrettungsvereins gestellt und wird je nach Wartungsbedarf regelmäßig durch eine andere baugleiche Maschine ersetzt.